# Jonas Mörtling
Jonas Mörtling, född  8 oktober 1733 i Linderås socken, död 19 maj 1803 i Rystads socken, var en svensk präst.

## Biografi
Mörtling blev 1751 student vid Lunds universitet och 1755 vid Uppsala universitet. Han blev 1757 magister i Lund och prästvigdes 4 augusti 1763 till extra ordinarie skvadronspredikant vid Västgöta kavalleriregemente. Mörtling blev 2 november 1774 komminister i Pelarne församling och 23 september 1778 kyrkoherde i Näsby församling. Han var från den 1 maj 1784 även kyrkoherde i Rystads församling. Den 14 januari 1789 blev han prost.

### Familj
Jonas Mörtling var son till kyrkoherden Samuel Samuelis Mörtling. Han var bror till Samuel Mörtling. Jonas Mörtling gifte sig 1763 med Amoretia von Zweigbergk (född 1736). Hon var dotter till kvartermästaren Anton von Zweigbergk och Adriana Malmberg. De fick tillsammans barnen Samuel, Johanna Margareta (1769–1816), Anna Metta, Adriana Elisabeth (1776–1844) och Amoretia Gustava (1778–1779).